# أندرو نيكولسون (كرة سلة)
أندرو نيكولسون (بالإنجليزية: Andrew Nicholson)‏ مواليد 8 ديسمبر 1989 في ميسيساغا، هو لاعب كرة سلة كندي بدأ مسيرته الاحترافية في سنة 2012 حيث تم اختياره من قبل فريق أورلاندو ماجيك خلال الدرافت، يلعب مع فريق أورلاندو ماجيك في الرابطة الوطنية لكرة السلة ويحمل الرقم 44. يبلغ طوله 6 قدم 9 بوصة (2.1 م).

## إحصائيات المسيرة

### الموسم الاعتيادي
| السنة   | الفريق         | لعب | بدأ | دقيقة | ميداني% | ثلاثية | حرة  | ارتداد | صنع | استلاب | تصدي | نقطة |
| ------- | -------------- | --- | --- | ----- | ------- | ------ | ---- | ------ | --- | ------ | ---- | ---- |
| 2012–13 | أورلاندو ماجيك | 75  | 28  | 16.7  | .527    | .000   | .798 | 3.4    | .6  | .3     | .4   | 7.8  |
| 2013–14 | أورلاندو ماجيك | 76  | 5   | 15.4  | .429    | .315   | .825 | 3.4    | .3  | .2     | .3   | 5.7  |
| 2014–15 | أورلاندو ماجيك | 40  | 3   | 12.3  | .437    | .317   | .600 | 2.1    | .6  | .2     | .3   | 4.9  |
| 2015–16 | أورلاندو ماجيك | 56  | 0   | 14.7  | .471    | .360   | .785 | 3.6    | .4  | .2     | .4   | 6.9  |
| المسيرة | المسيرة        | 247 | 36  | 15.1  | .473    | .336   | .780 | 3.2    | .5  | .2     | .4   | 6.5  |

## روابط خارجية
- أندرو نيكولسون على موقع الاتحاد الدولي لكرة السلة (الإنجليزية)
- أندرو نيكولسون على موقع إن بي أي (الإنجليزية)
- أندرو نيكولسون على موقع سبورتس رفرنس (الإنجليزية)
- أندرو نيكولسون على موقع كرة السلة الأوروبية.كوم (الإنجليزية)
- أندرو نيكولسون على موقع كلية كرة السلة في سبورتس رفرنس.كوم (الإنجليزية)
- أندرو نيكولسون على موقع ريلجم (الإنجليزية)
- أندرو نيكولسون على موقع بروبوليرز (الإنجليزية)
- أندرو نيكولسون على موقع سبورتس رفرنس (الإنجليزية)